# Home (Mbé)
Home est un village de la commune de Mbe situé dans la région de l'Adamaoua et le département de la Vina au Cameroun.

## Population
En 2014, Home comptait 295 habitants dont 122 hommes et 173 femmes. En terme d'enfants, le village comptait 32 nourrissons (0-35 mois), 50 nourrissons (0-59 mois), 19 enfants (4-5 ans), 69 enfants (6-14 ans), 55 adolescents (12-19 ans), 102 jeunes (15-34 ans).

## Ressources naturelles
Un forage fonctionnel pour accéder à l'eau est présent au sein du village.

## Éducation
90 élèves dont 37 filles et 53 garçons vont à l'école de Home. Deux enseignants dont un maître parents et un fonctionnaire donnent les cours aux enfants.